# Sainte-Sophie-d'Halifax
Pour les articles homonymes, voir Sainte-Sophie et Halifax.
Sainte-Sophie-d'Halifax est une municipalité du Québec. Située dans la région administrative du Centre-du-Québec, elle fait partie de la municipalité régionale de comté de L'Érable.

## Toponymie
La Commission de toponymie du Québec écrit à son sujet : « Le toponyme « Sainte-Sophie » provient de l'initiative de l'abbé Charles Trudelle (1822-1904), curé de Saint-Calixte de Somerset entre 1850 et 1856. Il vouait une admiration particulière à l'égard de cette sainte. Le nom « Halifax », pour sa part, évoque le canton dans lequel la municipalité se situe et rappelle une ville du Yorkshire, en Angleterre ».

## Histoire
Constituée le 17 décembre 1997, la municipalité de Sainte-Sophie-d'Halifax est la fusion de deux municipalités. Les deux municipalités à l'origine de la fusion sont Halifax-Nord, fondée en 1858, et Sainte-Sophie, fondée en 1937. 

## Géographie
Sainte-Sophie-d'Halifax est à environ 10 km au sud-est de Plessisville. Elle est accessible via la route 165.
La rivière Bulstrode traverse le nord-ouest de la municipalité en coulant vers le nord-ouest.
À partir de son crénon, à l'est de l'agglomération, la rivière Bourbon coule vers le nord-ouest. 

## Démographie
| 1861  | 1871  | 1881  | 1891  | 1901  | 1911  | 1921  | 1931  |
| ----- | ----- | ----- | ----- | ----- | ----- | ----- | ----- |
| 2 470 | 2 245 | 1 895 | 1 513 | 1 312 | 1 141 | 1 160 | 1 082 |

| 1941  | 1951  | 1956  | 1961  | 1966  | 1971 | 1976 | 1981 |
| ----- | ----- | ----- | ----- | ----- | ---- | ---- | ---- |
| 1 089 | 1 055 | 1 098 | 1 001 | 1 038 | 911  | 767  | 757  |

| 1986 | 1991 | 1996 | 2001 | 2006 | 2011 | 2016 | 2021 |
| ---- | ---- | ---- | ---- | ---- | ---- | ---- | ---- |
| 699  | 643  | 662  | 626  | 638  | 666  | 612  | 595  |

## Administration
Les élections municipales se font en bloc pour le maire et les six conseillers.
| Sainte-Sophie-d'Halifax Maires depuis 2001                                                                           |                        |         |          |
| Élection | Maire                  | Qualité | Résultat |
| 2001 | Réjean Gosselin        |         | Voir     |
| 2005 | Marc Nadeau            |         | Voir     |
| 2009 | Marc Nadeau            | Voir    |          |
| 2013 | Marie-Claude Chouinard |         | Voir     |
| 2017 | Marie-Claude Chouinard | Voir    |          |
| 2021 | Christian Daigle       |         | Voir     |
| Élection partielle en italique Depuis 2005, les élections sont simultanées dans toutes les municipalités québécoises |                        |         |          |

## Personnalité
Elle est le lieu de naissance du sculpteur Louis-Philippe Hébert.